# Distretto di Moste
Il distretto di Moste (in sloveno Četrtna skupnost Moste, pronuncia [ˈmoːstɛ]) o semplicemente Moste  è uno dei 17 distretti (mestna četrt) della città di Lubiana.